# Lucan (serie televisiva)
Lucan  è una serie televisiva statunitense in 12 episodi trasmessi per la prima volta nel corso di una sola stagione dal 1977 al 1978.
È una serie d'avventura incentrata sulle vicende di un uomo cresciuto da fanciullo insieme ai lupi.

## Trama
Lucan ha trascorso i primi 10 anni della sua vita in una foresta del Minnesota allevato da lupi. Dopo essere stato ricoverato in un istituto di ricerca e rieducato alla civiltà, a venti anni si mette alla ricerca della sua identità e del suo passato per scoprire chi sono i suoi genitori. Lucan ha anche alcune abilità tra cui l'olfatto e l'udito migliorati. Sulle sue tracce si mette Prentiss, assunto dall'istituto di ricerca affinché lo ritrovi.

## Personaggi e interpreti
- Lucan (12 episodi, 1977-1978), interpretato da Kevin Brophy.
- Spike (2 episodi, 1977-1978), interpretato da Rusty Gilligan.
- Billy 1977 (2 episodi, 1977), interpretato da Christopher Maleki.

## Produzione
La serie fu prodotta da MGM Television Le musiche furono composte da Fred Karlin. Tra i registi è accreditato Peter H. Hunt.

## Distribuzione
La serie fu trasmessa negli Stati Uniti dal 22 maggio 1977 (pilot) e dal 12 settembre 1977 (1º episodio) al 4 dicembre 1978 sulla rete televisiva ABC. In Italia è stata trasmessa con il titolo Lucan.

## Episodi
| Stagione       | Episodi | Prima TV USA |
| -------------- | ------- | ------------ |
| Prima stagione | 11+1    | 1977-1978    |